# ناعومي كلاين
ناعومي كلاين (5 مايو، 1970 في مونتريال، كندا) هي صحفية سياسية وكاتبة ومؤلفة أفلام تسجيلية كندية. تتميز بكتابتها المناهضة للسياسات النيوليبرالية، والتحليلية لسياسات الشركات متعددة الجنسيات والعولمة الاقتصادية.
تكتب عمود بصورة غير منتظمة بجريدة الغارديان The Guardian وThe Nation ومطبوعات آخرى. كانت مراسلة من العراق لجريدة Harper's Magazine
ولدت كلاين لعائلة ذات خلفية في النشاط النقابي والنسوي والمضاد للحرب. وهي متزوجة من آڤي ليوس الاعلامي ومخرج الأفلام التسجيلية.
كتب :
- No logo : No Space, No Choice, No Jobs, and No Logo (بلا علامات تجارية : لا فضاء ولا اختيار ولا وظائف ولا علامات تجارية) (يناير 2000) الذي يعتبره الكثيرون إنجيل لحركة العولمة البديلة خاصة لصدوره شهور قليلة بعد أحداث سياتل 1999
- "Fences and Windows: Dispatches from the Front Lines of the Globalization Debate "(أسوار ونوافذ : رسائل من الخطوط الأمامية لنقاش العولمة)2002 وهو تجميع لمجموعة من مقالاتها وكلماتها المتعلقة بحركة العولمة البديلة السابق صدورها في مجموع من المطبوعات.
- The Shock Doctrine : The Rise of Disaster Capitalism عقيدة الصدمة: صعود رأسمالية الكوارث 2007

أفلام تسجيلية :
"The Take: Occupy، Resist، Produce" (السيطرة : احتل، قاوم، انتج) 2004 بالمشاركة مع زوجها آڤي لويس عن مجموعة من العمال ب بوينس آيرس - الأرجنتين الذين يعلنون سيطرتهم على مصنع لقطع السيارات ومكان عملهم السابق المغلق، ويعاودون الإنتاج بإدارة ذاتية للمصنع.
اكتسبت كلاين شهرة عالمية بسبب كتابها بلا شعار (1999) ومن ثم فيلمها الوثائقي الهدف (2004) الذي تمحور حول مصانع الارجنتين المحتلة، والذي كتبته كلاين وأخرجه زوجها أفي لويس؛ إلا أن شهرتها العالمية لم تصل إلى أعلى مستوياتها حتى إصدارها لكتاب عقيدة الصدمة: صعود رأسمالية الكوارث (2007)، الذي كان بمثابة تحليل نقدي لتاريخ الاقتصاد النيوليبرالي، والذي استُلهم منه فيلمًا تابعًا له لكل من الفونسو وجوناس كوارون، قبل أن يتحول كتابها هذا إلى فيلم وثائقي طويل لمايكل وينترباتم.
كان كتاب كلاين هذا يغير كل شيء: الرأسمالية ضد المناخ (2014)، من أكثر الكتب مبيعًا وفق قائمة نيويورك تايمز لأكثر الكتب غير الروائية مبيعًا، والفائز بجائزة الثقة لكُتّاب هيلاري ويستون للقصص الواقعية في ذلك العام. مُنحت كلاين جائزة سيدني للسلام في عام 2016 لنشاطها في مجال العدالة المناخية، وكثيرًا ما ذُكرت كلين في القوائم العالمية والوطنية لكبار المفكرين المؤثرين، بما في ذلك تصنيف قادة الفكر لعام 2014 الذي أعده معهد غوتليب دوتويلر، وفق استطلاع مجلة بروسبيكت للمفكرين العالميين لعام 2014، وقائمة ماكلين للطاقة لعام 2014. كانت كلاين عضوًا في مجلس إدارة مجموعة الناشطين المناخيين في مجلة 350.أورغ البيئية.

## أعمالها

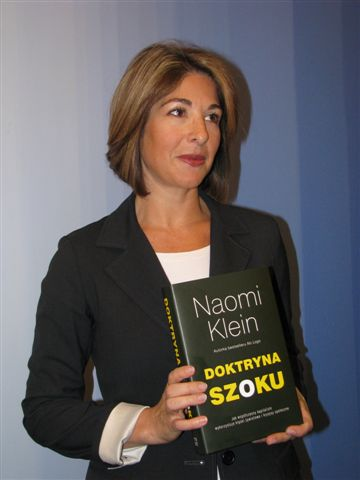
ناعومي كلاين (من مواليد 5 مايو 1970)، صحفية ومؤلفة وناشطة كندية.

### بلا شعار
نشرت كلاين في عام 1999 كتاب بلا شعار، الذي أصبح بالنسبة للكثيرين بيانًا للحركة المناهضة للعولمة. تهاجم كلاين في الكتاب ثقافة المستهلك الموجهة للعلامة التجارية وعمليات الشركات الكبيرة. بل وتتهم العديد من هذه الشركات باستغلال العمال بشكل غير أخلاقي في أفقر دول العالم سعيًا لتحقيق أرباح أكبر. انتقدت كلاين في الكتاب أيضًا شركة نايكي بشدة لدرجة أن نايكي نشرت ردًا على كل نقطة هوجمت فيها على حدة. أصبح بلا شعار أحد الكتب الأكثر مبيعًا عالميًا، إذ بيع منه أكثر من مليون نسخة بأكثر من 28 لغة.

### الأسوار والنوافذ
يتضمن كتاب كلين الأسوار والنوافذ (2002)، مجموعة من مقالاتها وخطبها المكتوبة نيابة عن الحركة المناهضة للعولمة (جميع العائدات من الكتاب تذهب لصالح المنظمات الناشطة من خلال صندوق الأسوار والنوافذ).

### الأخذ
الأخذ (2004)، وهو فيلم وثائقي أُعدّ بالاشتراك مع كلاين ولويس، ويتعلق بمجموعة من عمال المصانع في الأرجنتين الذين استولوا على مصنع مغلق وأكملوا عملية الإنتاج فيه بشكل جماعي. كان أول عرض أفريقي في مستوطنة كينيدي رود في مدينة ديربان في جنوب أفريقيا، حيث بدأت حركة سكان مجندولو (القمصان الحمر).
انتقد مقال صدر عن المجموعة الإعلامية زيد كوميونيكيشنز، فيلم الأخذ بسبب تصويره الكاذب للجنرال الأرجنتيني والسياسي خوان دومينغو بيرون على أنهم ديمقراطيين اجتماعيين.

### عقيدة الصدمة: صعود رأسمالية الكوارث
نُشر كتاب كلاين الثالث، عقيدة الصدمة: صعود رأسمالية الكوارث في 4 سبتمبر من عام 2007. يجادل الكتاب بأن سياسات السوق الحرة الحائزة على جائزة نوبل ميلتون فريدمان وكلية شيكاغو للاقتصاد قد برزت في دول مثل تشيلي الواقعة تحت الحكم العسكري، وبولندا، وروسيا، التي كانت تحت حكم بوريس يلتسن. يجادل الكتاب أيضًا بأنه جرى تسريع المبادرات السياسية (على سبيل المثال، خصخصة الاقتصاد العراقي في ظل سلطة التحالف المؤقتة)، بينما كان مواطنو هذه البلدان في حالة صدمة من الكوارث أو الاضطرابات أو الغزو. أصبح الكتاب من الكتب الأكثر مبيعًا وفق قائمة صحيفة نيويورك تايمز، إذ تُرجم إلى 28 لغة.
يتضمن جوهر أطروحة الكتاب الاعتقاد بأن أولئك الذين يرغبون في تنفيذ سياسات السوق الحر غير الشعبية يفعلون ذلك بشكل روتيني الآن من خلال الاستفادة من ميزات معينة في أعقاب الكوارث الكبرى، سواء كانت اقتصادية أو سياسية أو عسكرية أو طبيعية، إذ يوحي بتشكيل رغبة واسعة النطاق لخلق استجابة سريعة وحاسمة تقوم الوضع عندما يواجه المجتمع «صدمة» كبيرة؛ توفر هذه الرغبة في العمل الجريء والفوري فرصة للفاعلين معدومي الضمير لتطبيق سياسات تتجاوز الاستجابة المشروعة للكوارث. يقترح الكتاب أنه عندما يعني الاندفاع إلى العمل أن تفاصيل الاستجابة سوف تستمر دون خضوع لأي رقابة، فهذه هي اللحظة التي يجري فيها الاندفاع عمدًا إلى السياسات غير الشعبية وغير المتعلقة بالموضوع. يبدو أن الكتاب يدعي أن هذه الصدمات تُحفز في بعض الحالات أو حتى تُفتعل.
تُعرف كلاين «عقيدة الصدمة» مُتوسعةً في تناول جوزيف شومبيتر، بصفته أحد أواخر معاصري مراحل «التدمير الخلاق» للرأسمالية.
اقتُبس مبدأ الصدمة في فيلم قصير يحمل نفس الاسم، وأُطلق في موقع يوتيوب. لم يعد الفيلم الأصلي متاحًا على الموقع، ولكن نُشرت نسخة طبق الأصل منه في عام 2008. الفيلم من إخراج جوناس كوارون، وأنتج وشارك في تأليفه والده ألفونسو كوارون. حصل الفيديو الأصلي على مشاهدات تتعدى المئة مليون.
زاد نشر كتاب عقيدة الصدمة: صعود رأسمالية الكوارث من شُهرة كلاين، إذ وصفتها دورية النيويوركر بأنها «الشخصية الأكثر وضوحًا وتأثيرًا على اليسار الأمريكي -وهو ما يشبه تأثير هوارد زين ونعوم تشومسكي قبل ثلاثين عامًا». مُنح الكتاب في 24 فبراير من عام 2009 جائزة واركيك الافتتاحية للكتابة من جامعة واركيك في إنجلترا. وقد تضمنت الجائزة مبلغًا نقديًا بقيمة 50,000 جنيهًا استرلينيًا.

## الكتب المترجمة للعربية
- لا شعار له
  - لا شعار له، ترجمة: سلوى ناجي،  دار الساقي (بيروت)، 2002
- عقيدة الصدمة
  - عقيدة الصدمة: صعود رأسمالية الكوارث، ترجمة: جهاد فايز، دار التنوير (بيروت)، 2010
  - عقيدة الصدمة: صعود رأسمالية الكوارث، ترجمة: نادين خوري، شركة المطبوعات للتوزيع والنشر، بالإشتراك مع: مؤسسة محمد بن راشد آل مكتوم، 2020
- هذا يغيّر كل شيء
  - هذا يغيّر كل شيء: الرأسمالية مقابل المناخ، ترجمة: سلوى ناجي، دار الساقي، 2015
  - هذا يغير كل شيء، ترجمة: محمد عثمان خليفة، شركة المطبوعات للتوزيع والنشر، 2024
- الرفض ليس كافياً
  - الرفض ليس كافياً: مقاومة سياسة الصدمة التي يتبعها ترامب والظفر بالعالم الذي نريد، ترجمة: رامي طوقان، الدار العربية للعلوم ناشرون، 2018
  - لا يكفي: مقاومة سياسة الصدمة وترسيخ العالم الذي نريد، ترجمة: جهاد فايز، دار التنوير، 2018

## وصلات خارجية
- The official Naomi Klein website| http://www.|الموقع رسمي لناعومي كلاين
- ناعومي كلاين على موقع IMDb (الإنجليزية)
- ناعومي كلاين على موقع الموسوعة البريطانية (الإنجليزية)
- ناعومي كلاين على موقع مونزينجر (الألمانية)
- ناعومي كلاين على موقع ألو سيني (الفرنسية)
- ناعومي كلاين على موقع ميوزك برينز (الإنجليزية)
- ناعومي كلاين على موقع أول موفي (الإنجليزية)
- ناعومي كلاين على موقع إن إن دي بي (الإنجليزية)
- ناعومي كلاين على موقع ديسكوغز (الإنجليزية)
- ناعومي كلاين على موقع قاعدة بيانات الفيلم (الإنجليزية)
- ناعومي كلاين على موقع كينوبويسك (الروسية)